# Aztec Camera
Os Aztec Camera foram uma banda de escocesa de indie rock, formada em 1980, em Glasgow, por Roddy Frame (vocais e guitarra), Campbell Owens (baixo) e Dave Mulholland (bateria).
A banda fez grande sucesso com as músicas: "Oblivious", "Somewhere in My Heart" e "Good Morning Britain" (um dueto com o ex-guitarrista do The Clash, Mick Jones).Além do grande sucesso que embalou quase todas as casas de rock indie nos anos 80 "Still on Fire".

## Discografia

### Álbuns
- High Land, Hard Rain, (1983)
- Knife, (1984)
- Love, (1987)
- Stray, (1990)
- Dreamland, (1993)
- Frestonia, (1995)